# Troy Nehls

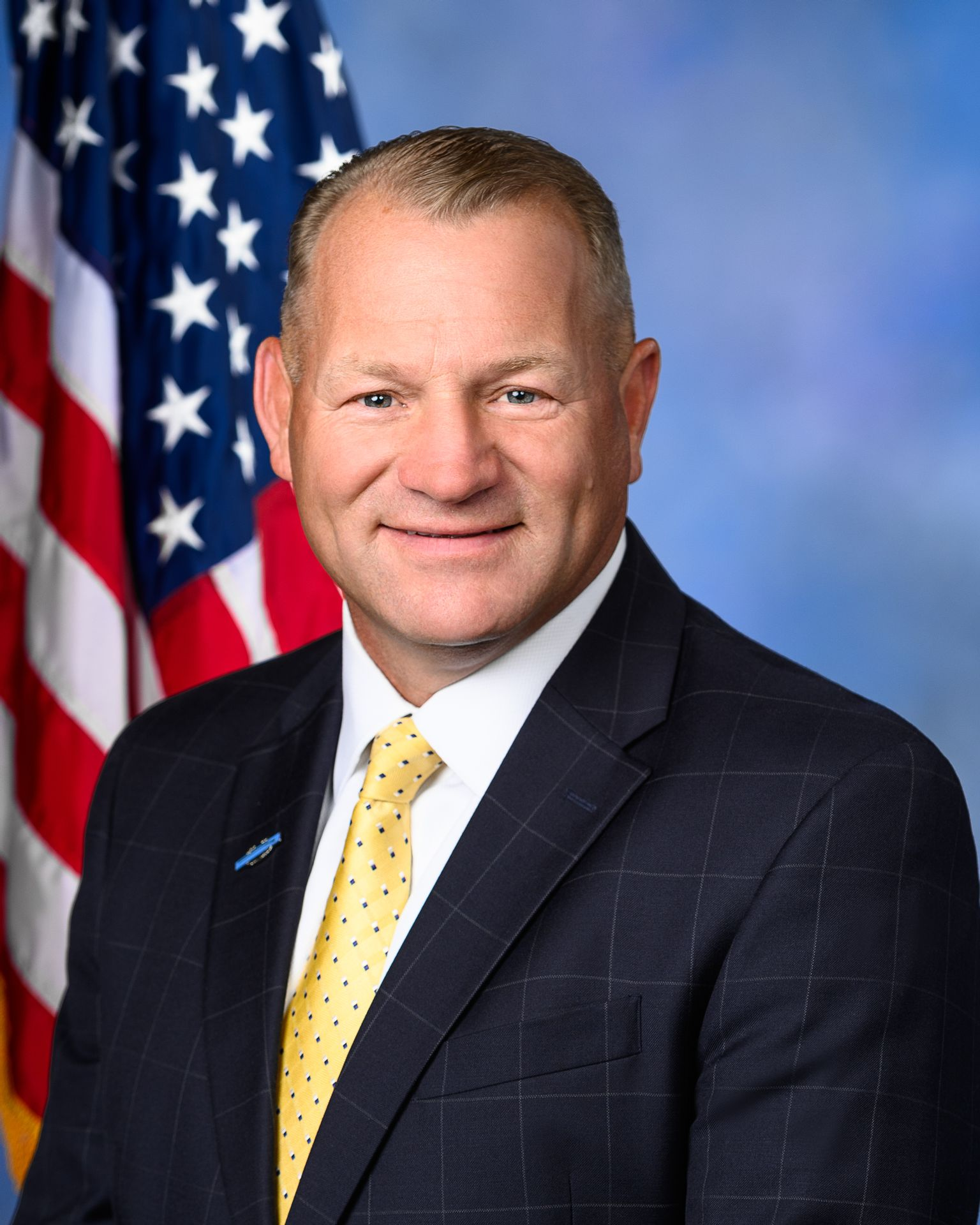
Troy Nehls (2020)

Troy Edwin Nehls (* 7. April 1968 in Beaver Dam, Dodge County, Wisconsin) ist ein US-amerikanischer Politiker der Republikanischen Partei. Seit Januar 2021 vertritt er den 22. Distrikt des Bundesstaats Texas im Repräsentantenhaus der Vereinigten Staaten.

## Leben

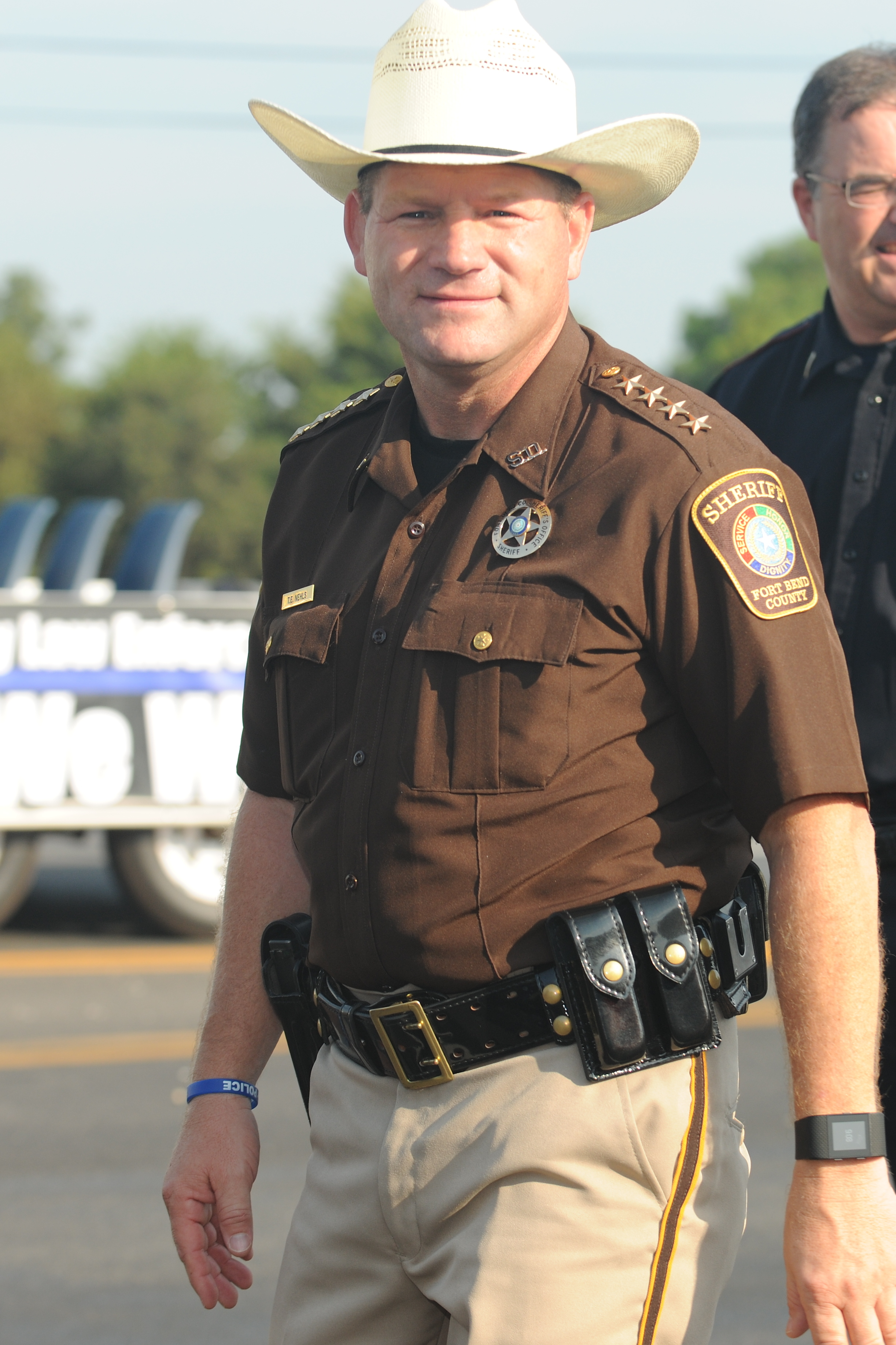
Troy Nehls als Sheriff des Fort Bend County (2015)

Nehls wurde in Beaver Dam im Bundesstaat Wisconsin als Sohn von Edwin Nehls, der im Koreakrieg gekämpft hatte sowie Sheriff im Dodge County gewesen war, geboren. 1988 trat er der United States Army Reserve bei und diente unter anderem im Irak sowie in Afghanistan und erlangte zwei Bronze Star Medals. Er schied 2009 aus dem aktiven Militärdienst als Major aus. Er erlangte seinen Bachelor of Arts an der Liberty University in Lynchburg und seinen Master of Science an der University of Houston-Downtown in Houston.
2012 wurde Nehls zum Sheriff des Fort Bend County gewählt und 2016 wiedergewählt.
Mit seiner Frau Jill, einer Pädagogin, hat er drei Töchter. Die Familie lebt in Richmond (Texas).

### Politische Laufbahn
Bei den Wahlen Wahlen 2020 trat Guest für den 22. Kongresswahlbezirk von Texas an, nachdem der Abgeordnete Pete Olson nicht erneut für den Sitz kandidierte. Während des Vorwahlkampfes erhielt keiner der republikanischen Kandidaten die erforderliche Mehrheit von 50 % der Stimmen. In der Stichwahl am 14. Juli setzte sich Nehls mit rund 70 % der Stimmen gegen seinen Parteikollegen Kathaleen Wall durch. Während der General Election trat er gegen den Demokraten Sri Preston Kulkarni und Joseph LeBlanc von der Libertarian Party an, gegen die er sich mit etwa 52 % der Wählerstimmen durchsetzte, womit er in den Kongress einzog, wo er am 3. Januar 2021 vereidigt wurde. Seine aktuell erste Legislaturperiode im Repräsentantenhaus des 117. Kongresses läuft noch bis zum 3. Januar 2023.
Die Primary (Vorwahl) seiner Partei für die Wahlen 2022 am 1. März konnte er mit 87,2 % klar gewinnen. Er trat am 8. November 2022 gegen Jamie Jordan von der Demokratischen Partei, dem unabhängigen Jim Squires sowie erneut LeBlanc an. Er konnte die Wahl mit 62,2 % der Stimmen für sich entscheiden und ist dadurch auch im Repräsentantenhaus des 118. Kongresses vertreten. [veraltet]
Am 8. Juli 2024 trat Nehls aus dem Freedom Caucus im Repräsentantenhaus aus. Anlass war der Ausschluss des Abgeordneten Warren Davidson aus Ohio, nachdem Davidson den Rivalen des Caucusvorsitzenden Bob Good in den Vorwahlen unterstützt hatte.
Troy Nehls hatte bei der Vorwahl zur Kongresswahl 2024 keinen Herausforderer und setzte sich bei der Wahl im November mit 62,1 % gegen die Demokratin Marquette Greene-Scott durch. Seine aktuelle Legislaturperiode in dem Repräsentantenhaus des 119. Kongresses läuft noch bis zum 3. Januar 2027.

### Ausschüsse
Nehls ist aktuell Mitglied in folgenden Ausschüssen des Repräsentantenhauses:
- Committee on Transportation and Infrastructure
  - Aviation
  - Highways and Transit
  - Railroads, Pipelines, and Hazardous Materials
- Committee on Veterans’ Affairs
  - Disability Assistance and Memorial Affairs (Ranking Member)

Er ist außerdem Mitglied im Republican Study Committee.

### Positionen
In seiner ersten Woche im 117. Kongress der Vereinigten Staaten wurden Nehls und andere Mitglieder des Kongresses dabei gesehen, wie sie der United States Capitol Police dabei halfen, die Tür vor Demonstranten während des Sturm auf das Kapitol in Washington 2021 zu verbarrikadieren. Am 7. Januar 2021 unterstützte Nehls gemeinsam mit 121 anderen republikanischen Kongressabgeordneten den Einspruch gegen die Wahlauszählung 2020. Am 13. Januar 2021 stimmte er gegen das zweite Amtsenthebungsverfahren gegen Donald Trump.
Nachdem Präsident Joe Biden im April 2021 eine Rede vor dem Kongress gehalten hatte, wandte sich Nehls an Biden und sagte, er wolle gemeinsam an der Reform der Strafjustiz arbeiten, worauf sich Bidens Verwaltungsmitarbeiter an Nehls Büro wandten. Am 25. Mai 2021 schloss sich Nehls mit der demokratischen Abgeordneten Val Demings zusammen, um H.R. 3529, The Second Chance Opportunity for Re-Entry Education (SCORE) Act einzuführen der Zuschussgelder an Bezirksgefängnisse für Berufsausbildungsprogramme für gewaltfreie, inhaftierte Personen gewähren und Rückfälle im Gefängnis reduzieren soll.

## Kontroverse
Nehls geriet in Kritik für das häufige Tragen der Combat Infantryman Badge. Es wurde ihm Vorgeworfen, dass er kein Recht hierzu habe. Das Verteidigungsministerium teilte mit, dass ihm 2008 die Auszeichnung zwar verliehen worden war. Nach einer Überprüfung der Verleihung sei dies 2023 rückgängig gemacht worden, da er zum Zeitpunkt der Verleihung nicht als Infantrist direkt an Kampfhandlungen beteiligt gewesen war. Nehls erklärte die Combat Infantryman Badge sei ihm rechtmäßig verliehen worden, er brauche sich nicht zu rechtfertigen. Der Vorgang zeige nur, wie weit das Establishment gehen würde, um ihn zu diskreditieren.